# Durankolasjko ezero
Durankolasjko ezero (bulgariska: Дуранколашко езеро) är en lagun i Bulgarien.   Den ligger i regionen Dobritj, i den östra delen av landet, 400 km öster om huvudstaden Sofia.
Trakten runt Durankolasjko ezero består till största delen av jordbruksmark.